# Siemczyno
Siemczyno (niem. Heinrichsdorf) – wieś sołecka w Polsce, położona w województwie zachodniopomorskim, w powiecie drawskim, w gminie Czaplinek. W latach 1975–1998 miejscowość administracyjnie należała do województwa koszalińskiego. W roku 2007 wieś liczyła 430 mieszkańców.

## Geografia
Wieś leży ok. 6 km na zachód od Czaplinka, przy drodze krajowej nr 20 Gdynia – Stargard, nad brzegiem zatoki Henrykowskiej jeziora Drawsko, między Czaplinkiem a Złocieńcem. Tereny w okolicy Siemczyna są pofałdowane, pełne wzgórz, jezior, lasów i palczastych zatok jeziora Drawsko.

## Historia

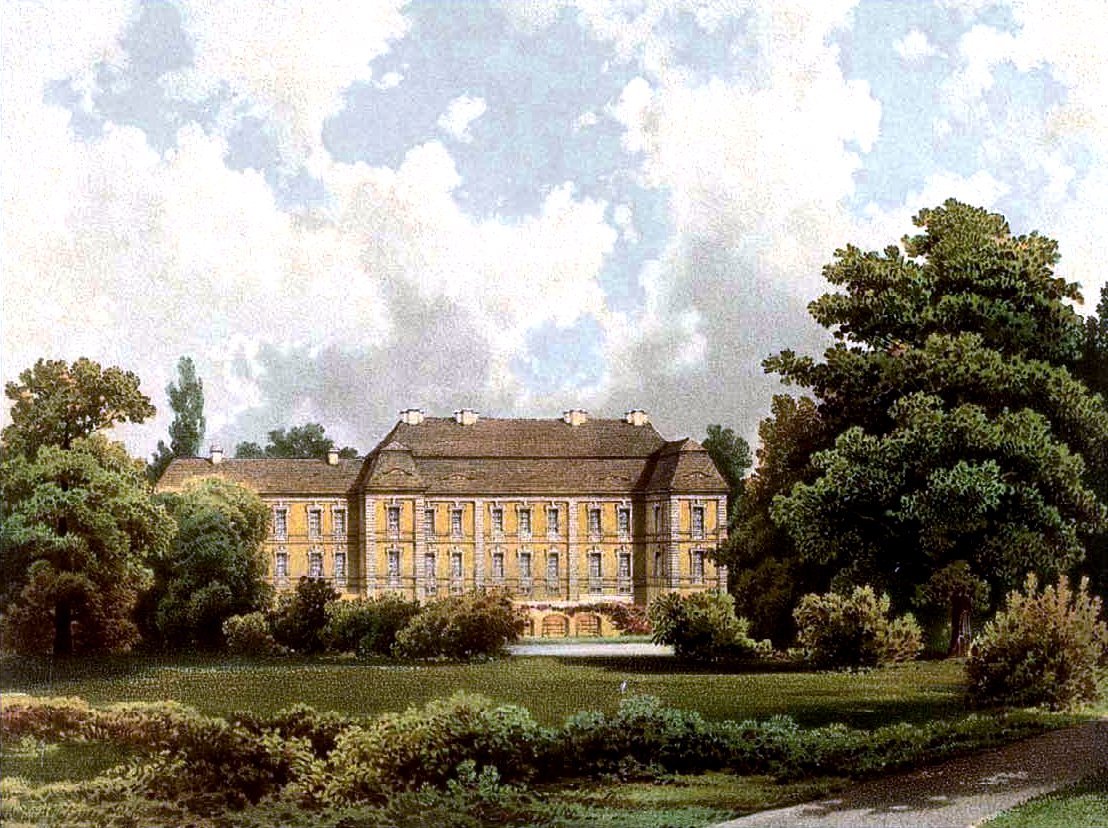
Pałac w Siemczynie w II poł. XIX w.

Miejscowość historycznie należała do Wielkopolski oraz Pomorza, ma metrykę średniowieczną i jest notowana od XIV wieku. Wymieniona została w 1361 po łacinie jako campus Heinriksztorpe, 1251 Heinersdorff, 1509 Hynrikstorp, 1513 Hennerstorp, 1552 Enstorp, 1553 Heinrichsdorf, 1553 Henrichsdorff, 1554 Henstorp, 1556 Henrikstorp, 1559 Heinrichsdorp, Heinrichstorp, 1562 Endrsdorff, Hendrsdorf, 1565 Heinrichstorff, Andrichowa Wieś, Endrzejowa Wiesz, 1577 Henrichstorp, 1579 Hendestorp, Hendersdorf, 1944 Heinrichsdorf.
Wieś posiada długą, sięgającą XIII wieku historię. Leżała blisko granicy Pomorza, Wielkopolski oraz wcielonej do Brandenburgii Nowej Marchii. Falsyfikat z końca XV wieku datowany na 1251 opisał granicę Wielkopolski z Nową Marchią. Biegła ona z zachodu na wschód wzdłuż lewego, północnego brzegu jeziora Wilczkowo aż do rzeki Barten, która przepływała w pobliżu Siemczyna, i dalej szła wzdłuż pól należących do wsi. W 1564 granica państwowa biegła od jeziora Wilczkowo, które w całości należało do dóbr Falkenburg (obecnie Złocieniec) znajdujących się w Nowej Marchii, wzdłuż rzeki Barten i dzieliła wieś Siemczyno leżącą w Polsce z wsiami Dittersdorf i Kalentzig leżącymi w Nowej Marchii.
W 1552 miejscowość leżała w powiecie poznańskim Korony Królestwa Polskiego. Odnotowana została w archiwalnych księgach podatkowych, dzięki czemu można odtworzyć panujące w niej stosunki społeczne i własnościowe. W 1552 we wsi gospodarowało 20 kmieci w majętnościach panów Golczów, a także 8 poddanych pani Natzmerowej, było także dwóch karczmarzy. W 1563 w części wsi należącej do zamku w Drahimiu było 15 półłanków, a w części należącej do Stanisława Biegańskiego dwa półłanki, kwarta roli, karczma doroczna, młyn doroczny o jednym kole. W części należącej do Konrada Gołcza odnotowano 3 półłanki, a w części Elżbiety Golczowej trzy półłanki oraz karczmę doroczną. W 1565 w części wsi należącej do starostwa drahimskiego gospodarowało 9 kmieci. Resztę wsi posiadali Golczowie. W 1577 w części Konrada Kuny Gołcza znajdowały się dwa łany oraz jeden zagrodnik. W części należącej do starostwa natomiast 8 półłanków, karczma doroczna, dwóch zagrodników. Wieś zalegała z poborem z części Jana Gołcza z Brocza od 5,5 śladu roli, młyna oraz 4 zagrodników. W 1579 w części Jana Gołcza z Rzepowa było 5 półśladów i dwie kwarty roli, 5 zagrodników, kowal, kołodziej, krawiec, karczmarz, zagrodnik, który był poddanym sołtysa. W części Jana Golcza z Brocza odnotowano 5 półśladów i jedną kwartę roli, 6 zagrodników, młyn o jednym kole. W części Kuny Gołcza były natomiast 2 półślady roli oraz jeden zagrodnik. W części starostwa drahimskiego było 8 półśladów oraz 3 zagrodników.
Pod koniec XVI wieku miejscowość była wsią królewską starostwa drahimskiego, leżała w powiecie wałeckim województwa poznańskiego w Rzeczypospolitej Obojga Narodów na północnych krańcach Wielkopolski. Właściciel Siemczyna w czasie potopu szwedzkiego stanął po stronie króla polskiego, podobnie jak i Goltzowie z Tuczna, gdzie do dziś stoi ich zamek. W późniejszym okresie własność Arnimów.
W miejscowości znajduje się barokowy pałac, rodowa siedziba rodziny von Goltz, jednej z największych arystokratycznych rodzin pomorskich, która przez wiele wieków utrzymywała ścisłe związki z Polską.

## Zabytki

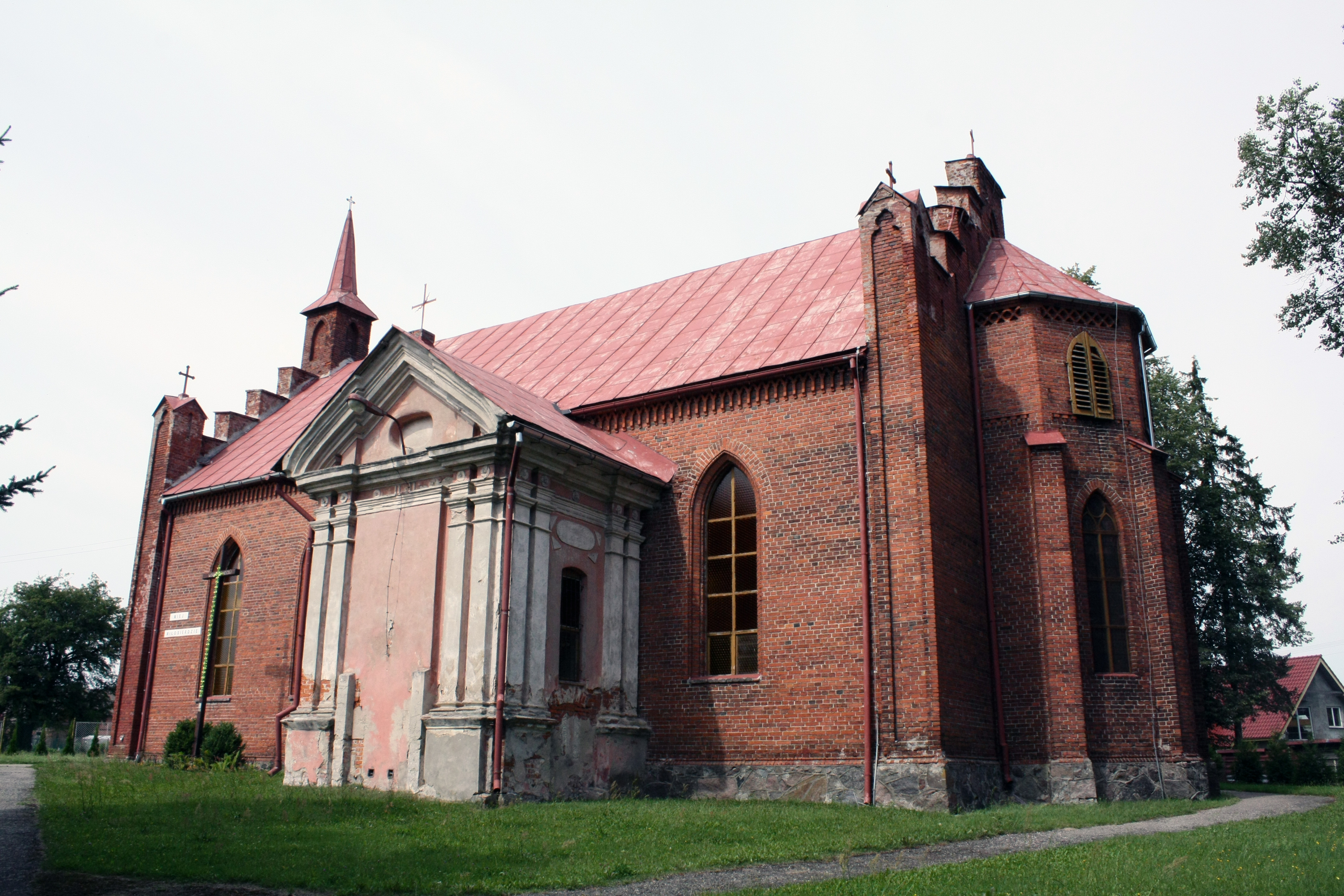
Kościół MB Różańcowej

Do wojewódzkiego rejestru zabytków wpisane są:
- kościół ewangelicki, obecnie rzymskokatolicki, parafialny pw. MB Różańcowej, neogotycki z lat 1854–1856; rzymskokatolicki należący do dekanatu Barwice, diecezji koszalińsko-kołobrzeskiej, metropolii szczecińsko-kamieńskiej. Wewnątrz znajdują się XIX-wieczne organy i fisharmonia, umieszczone w emporze kościoła, a ponadto neogotycki ołtarz w prezbiterium,
  - barokowa kaplica, zbudowana w roku 1699, pod którą znajdowała się krypta rodzinna Goltzów, dawnych właścicieli Siemczyna, znajduje się we wsi. Obecnie kaplica służy jako zakrystia dobudowanego w latach 1854–1856 kościoła pw. Matki Bożej Różańcowej. W dawnej kaplicy znajduje się XVII-wieczny fryz heraldyczny, na którym umieszczono, wśród alegorycznych przedstawień, herb Goltzów,
  - cmentarz przy kościele, nieczynny, z XIX wieku,

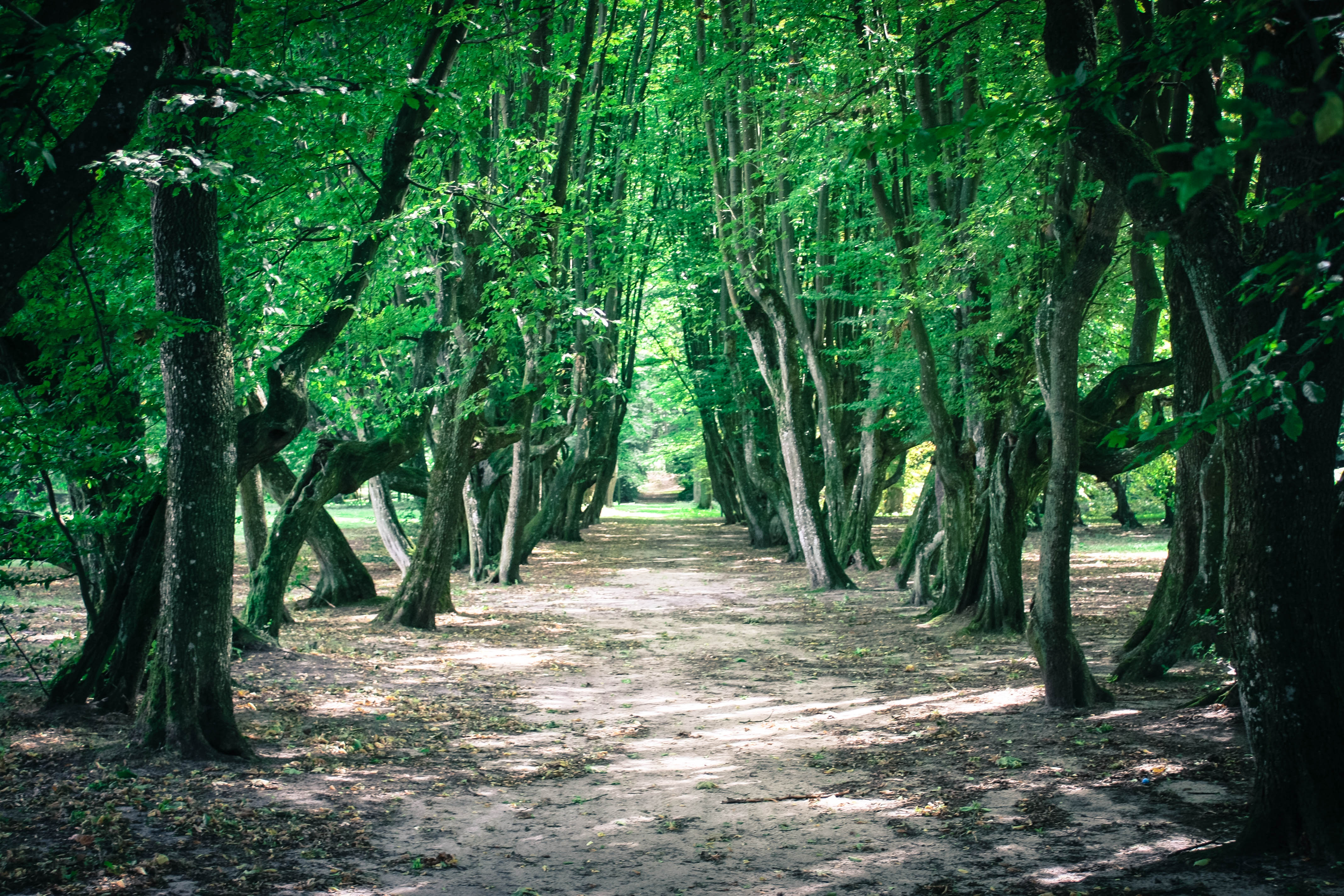
Park

- zespół pałacowy z XVIII wieku, w skład którego wchodzą:
  -     - pałac z lat 1722–1726[9] oraz 1796 r., przebudowany na pocz. XIX wieku. Największy w okolicach Czaplinka pałac. Został on wybudowany w latach 1722–1728 w stylu barokowym, później był powiększany i przebudowywany. Wzniesiono go na planie podkowy, z tarasem pośrodku. Część środkowa nakryta jest mansardowym dachem, lewe skrzydło jest piętrowe, zaś prawe to niska przybudówka. Z dawnego wyposażenia pozostało niewiele, są fragmenty dwóch kominków, resztki jednego pieca z holenderskich kafli, oraz gipsowe sztukaterie w jednej z sal pałacowych na piętrze. Obecnie hotel z restauracją, salą widowiskową i salą konferencyjną oraz wypożyczalnią rowerów[10][11][12],

  - park krajobrazowy o powierzchni ponad 3 ha, założony został w XVIII wieku, rozciąga się na południe od pałacu. Rosną w nim dęby, lipy, klony, świerki, buki, graby. Do pałacu wiodły grabowe aleje (żywopłoty), wysokie na 2–3 m, regularnie cięte. Od 50 lat nieformowane graby przybrały formę drzewiastą i do pałacu prowadzą aleje z charakterystycznymi zniekształceniami na wysokości dawnego formowania. Do parku z południowej strony przylegają dawne stawy, połączone rowem z jeziorem Wilczkowo,

inne obiekty:
- cmentarz żydowski.